# Chacun son cinéma - A ciascuno il suo cinema
Chacun son cinéma - A ciascuno il suo cinema (Chacun son cinéma ou Ce petit coup au cœur quand la lumière s'éteint et que le film commence) è un film a episodi del 2007, concepito e prodotto da Gilles Jacob per festeggiare i 60 anni del Festival di Cannes e dedicato alla memoria di Federico Fellini.
È composto da 33 cortometraggi di circa 3 minuti l'uno, realizzati da altrettanti registi internazionali (in effetti 35, considerando le coppie dei fratelli Coen e Dardenne), sul tema del cinema, inteso come luogo fisico, sala cinematografica. Un 34º cortometraggio, realizzato da David Lynch, non è compreso nella versione cinematografica, ma sarà inserito solo successivamente, nell'edizione DVD. Il film è chiuso da un estratto da Il silenzio è d'oro di René Clair.
È stato presentato fuori concorso al 60º Festival di Cannes e alla Festa del cinema di Roma.

## Episodi

### Arena estiva(Cinéma d'été)
- Regia: Raymond Depardon
- Montaggio: François Gedigier

### Una bella giornata(One Fine Day)
- Regia, sceneggiatura e montaggio: Takeshi Kitano
- Fotografia: Shinji Suzuki
- Scenografia: Norihiro Isoda
- Interpreti: Beat Takeshi, Moro Morooka

### Tre minuti(Trois minutes)
- Regia: Theo Angelopoulos
- Fotografia: Andréas Sinanos
- Montaggio: Yannis Tsitsopoulos
- Scenografia: Valérie Valero
- Musica: Eleni Karaïndrou
- Interpreti: Jeanne Moreau

Comprende un estratto dal film Il volo. Testo tratto dal film La notte.

Dedicato alla memoria di Marcello Mastroianni.

### Al buio(Dans le Noir)
- Regia e sceneggiatura: Andrej Končalovskij
- Fotografia: Maria Solovieva
- Montaggio: Olga Grinshpoun
- Scenografia: Lioubov Skorina, Edouard Oganessian
- Interpreti: Yola Sanko, Juris Laucinsh, Alexéï Grishine, Daria Gratcheva

### Diario di uno spettatore
- Regia: Nanni Moretti

### The Electric Princess House
- Regia: Hou Hsiao-hsien

Comprende un estratto dal film Mouchette - Tutta la vita in una notte.

### Nell'oscurità(Dans l'obscurité)
- Regia e sceneggiatura: Jean-Pierre e Luc Dardenne
- Fotografia: Alain Marcoen
- Montaggio: Marie-Hélène Dozo
- Scenografia: Igor Gabriel
- Interpreti: Émilie Dequenne, Jérémie Ségard

Comprende un estratto dal film Au hasard Balthazar (solo sonoro).

### Anna
- Regia e sceneggiatura: Alejandro González Iñárritu
- Fotografia: Emmanuel Lubezki
- Interpreti: Luisa Williams (Anna)

Comprende un estratto dal film Il disprezzo (solo sonoro).

### Guardando il film(En regardant le film)
- Regia: Zhang Yimou
- Sceneggiatura: Zou Jingzhi, Zhang Yimou
- Fotografia: Zhao Xiaoding
- Montaggio: Cheng Long
- Interpreti: Wan Liang (ragazzo), Li Man (ragazza), Lu Yulai (proiezionista)

### Il Dibbuk di Haifa(Le Dibbouk de Haifa)
- Regia: Amos Gitai

### Lady Insetto(The Lady Bug)
- Regia: Jane Campion
- Fotografia: Greig Fraser
- Montaggio: Alexandre de Franceschi
- Scenografia: Andrew Short, Rebecca Cohen
- Musica: Mark Bradshaw
- Interpreti: Erica Englert (l'Insetto), Clayton Jacobson (l'Uomo), Geneviève Lemon, Marney McQueen, Clayton Jacobson (voci)

Dedicato ai «due gentleman di Cannes Gilles Jacob e Pierre Rissent».

### Artaud doppio spettacolo(Artaud Double Bill)
- Regia: Atom Egoyan
- Fotografia: Nick de Pencier
- Montaggio: Susan Shipton
- Musica: Mychael Danna

Comprende estratti dai film Questa è la mia vita (la sequenza che contiene a sua volta l'estratto da La passione di Giovanna d'Arco) e Il perito .

### La fonderia(Valimo)
- Regia: Aki Kaurismäki

### Recrudescenza(Recrudescence)
- Regia: Olivier Assayas
- Fotografia: Yorick Le Saux, Benoît Rizzotti, Léo Hinstin
- Montaggio: Luc Barnier, Lise Courtès
- Interpreti: Deniz Gamze Ergüven, George Babluani, Lionel Dray

### 47 anni dopo(47 Ans Après)
- Regia: Youssef Chahine
- Fotografia: Ramsis Marzouk
- Montaggio: Ghada Ezzeldin
- Interpreti: Yousra El Lozy, Karim Kassem

### È un sogno(It's a Dream)
- Regia: Tsai Ming-liang
- Interpreti: Lee Kang Sheng, Chay Yiok Khuan, Pearlly Chua, Norman Atun, Lee Yi Cheng

### Occupazioni(Occupations)
- Regia e sceneggiatura: Lars von Trier[3][4]
- Fotografia: Anthony Dod Mantle
- Montaggio: Bodil Kjærhauge
- Interpreti: Jacques Frantz, Lars von Trier

### Il dono(Le Don)
- Regia: Raoul Ruiz
- Fotografia: Jacques Bouquin, Inti Briones
- Montaggio: Valeria Sarmiento, Béatrice Clerico
- Interpreti: Michael Lonsdale, Miriam Heard

### Il cinema sul boulevard(Cinéma de Boulevard)
- Regia: Claude Lelouch
- Interpreti: Audrey Dana, Zinedine Soualem

Comprende estratti dai film Cappello a cilindro, La grande illusione, Quando volano le cicogne e Un uomo, una donna.

### Primo bacio(First Kiss)
- Regia: Gus Van Sant
- Fotografia: Eric Edwards
- Montaggio: Gus Van Sant, Eric Hill
- Interpreti: Paul Parson (il proiezionista), Viva Las Vegas (la bagnante)

### Cinema erotico(Cinéma Erotique)
Regia: Roman Polański
- Interpreti: Jean-Claude Dreyfus, Edith Le Merdy, Michel Vuillermoz, Sara Forestier, Denis Podalydès

Comprende un estratto dal film Emmanuelle.

### Traduzione non richiesta(No Translation Needed)
- Regia: Michael Cimino
- Fotografia: Francis Grumman
- Montaggio: Gabriel Reed
- Interpreti: Juliana Muñoz, Yves Courbet

### Il suicidio dell'ultimo ebreo del mondo nell'ultimo cinema del mondo(At the Suicide of the Last Jew in the World in the Last Cinema in the World)
- Regia: David Cronenberg
- Interpreti: David Cronenberg, Jesse Collins, Gina Clayton

### I Travelled 9000 km To Give It To You
- Regia: Wong Kar Wai
- Sceneggiatura: Wong Kar Wai, William Chang
- Interpreti: Fan Chih Wei, Farini Chang, Yui Ling

Comprende un estratto dal film Agente Lemmy Caution, missione Alphaville (solo sonoro).

### Dov'è il mio Romeo(Where Is My Romeo)
- Regia: Abbas Kiarostami

Comprende un estratto dal film Romeo e Giulietta (solo sonoro).

### Appuntamento all'ultimo spettacolo(The Last Dating Show)
- Regia: Bille August
- Sceneggiatura: Bille August, Casper Christensen
- Interpreti: Frank Hvam, Kristian Ibler, Casper Christensen, Peter Hesse Overgaard, Anne-Marie Louise Curry, Peter Reichhardt, Joachim Knop, Sara-Marie Maltha

### Maldestro(Irtebak)
- Regia e sceneggiatura: Elia Suleiman
- Fotografia: Marc-André Batigne
- Montaggio: Véronique Lange

### L'unico incontro(Rencontre Unique)
- Regia e sceneggiatura: Manoel de Oliveira
- Fotografia: Francisco de Oliveira
- Montaggio: Valérie Loiseleux
- Interpreti: Michel Piccoli (Nikita Kruscev), Duarte d'Almeida (Papa Giovanni XXIII), Antoine Chappey (segretario di Kruscev)

### A 8.944 chilometri da Cannes(À 8944 km de Cannes)
- Regia: Walter Salles
- Fotografia: Mauro Pinheiro Jr.
- Montaggio: Livia Serpa
- Interpreti: Castanha e Caju

### Guerra in tempo di pace(War in Peace)
- Regia: Wim Wenders

Comprende un estratto dal film Black Hawk Down - Black Hawk abbattuto (solo sonoro).

### Nel villaggio di Zhanxiou(Zhanxiou Village)
- Regia: Chen Kaige
- Fotografia: Zhao Xiaoshi

### Lieto fine(Happy Ending)
- Regia: Ken Loach
- Interpreti: Bradley Walsh, Joe Siffleet

### Epilogo(Epilogue)
Estratto dal film Il silenzio è d'oro di René Clair.

## Critica
Lietta Tornabuoni (La Stampa) lo definisce un «film-coriandolo», costituito da cortometraggi «a volte sorprendenti, buffi, teneri o sarcastici [...] a volte insulsi e sciatti» che «tutti insieme rappresentano un mix di culture, origini e talenti».
Per Roberto Silvestri (Il manifesto) «sono piccole pillole d'autore politonali, gemme che svelano poetiche e tic creativi di ciascun regista, dall'haiku classico (Zhang Yimou) a quello comico (Salles) o comico-erotico (Polanski e Suleiman) o solo erotico (Konchalovski e Wong Kar wai), dall'entusiasmante spot tecnologico (Egoyan), alle autoglorificazioni ironiche (Moretti, Anghelopoulos, Lelouch e Chahine), dal chapliniano elogio del cieco e del borsaiolo come spettatori perfetti, all'autoparodia (Von Trier, Kitano, De Oliveira) e al minipamphlet politico (Kaurismaki e Gitai)».
Secondo Peter Brunette (ScreenDaily) è un compilation film «sorprendentemente riuscito», che per almeno l'80% è composto da film di alta qualità che meritano un giudizio dal buono all'eccellente.
Entusiastica la recensione di Lorenzo Conte (Zabriskie Point), per il quale si tratta di «un capolavoro da vedere e rivedere», «un'eccezionale pagina di cinema sullo statuto del cinema contemporaneo e del suo rapporto con il suo mezzo di fruizione, per l'appunto la sala cinematografica [...] che dispensa emozioni forti, vere, puramente cinematografiche, ma che al tempo stesso è capace di indagare su se stesso, sul proprio linguaggio, sul proprio statuto presente e futuro».